# آیتم کور
یک آیتم کور، مقاله خبری و معمولاً شایعات بی اساس است که در آن ماجرایی با جزئیات گزارش می‌شود در حالی که هویت افرادی که درگیر آن هستند، نوشته نمی‌شود. اختراع آیتم کور به ویلیام دالتون من (۱۸۲۹ – ۱۹۲۰)، نویسنده موضوعات شهری منتسب است که غالباً از آن برای شانتاژ (نامۀ بی امضا و توهین‌آمیز) استفاده می‌کرد.